# Eleição presidencial nos Estados Unidos em 1972
A eleição presidencial dos Estados Unidos de 1972 foi a quadragésima-sétima eleição presidencial do país. Foi realizada em 7 de Novembro de 1972. A nomeação do Partido Democrata acabou sendo vencida pelo senador George McGovern, que controlava uma campanha anti-guerra contra o presidente republicano Richard Nixon, mas foi prejudicado pela sua situação de marginalidade e suporte limitado a partir de seu próprio partido, bem como o escândalo médico e a demissão do candidato vice-presidencial Thomas Eagleton. Nixon ridicularizou a campanha democrata dizendo que McGovern era o candidato dos três AAA: "ácido" (ou seja, drogas), "anistia" e "aborto".
Enfatizando uma boa economia e seus sucessos em política externa (especialmente em acabar com o envolvimento americano no Vietnã e estabelecendo relações com a China), Nixon ganhou a eleição em uma grande margem de votos, com 60,7% do voto popular, apenas ligeiramente inferior a Lyndon B. Johnson em 1964, mas com uma maior margem de vitória na votação popular (23,2%), a quarta maior na história da eleição presidencial. Ele recebeu quase 18 milhões a mais de votos populares do que McGovern - a margem mais ampla de qualquer eleição presidencial dos EUA. McGovern apenas ganhou os votos eleitorais de Massachusetts e o Distrito de Colúmbia. O escândalo de Watergate subsequente inspirou adesivos dizendo "Não me culpe - Eu sou de Massachusetts".

## Processo eleitoral
A partir de 1832, os candidatos para presidente e vice começaram a ser escolhidos através das Convenções. Os delegados partidários, escolhidos por cada estado para representá-los, escolhem quem será lançado candidato pelo partido. Os eleitores gerais elegem outros "eleitores" que formam o Colégio Eleitoral. A quantidade de "eleitores" por estado varia de acordo com a quantidade populacional do estado. Em quase todos os estados, o vencedor do voto popular leva todos os votos do Colégio Eleitoral.

## Indicação doPartido Democrata

### Primárias
Ted Kennedy, irmão mais novo do ex-presidente John F. Kennedy, era o favorito para a nomeação, mas ele anunciou que não seria candidato. Edmund Muskie, candidato vice-presidencial de 1968, então se tornou o favorito.
A representante de Nova Iorque Shirley Chisholm, anunciou que iria concorrer, e se tornou a primeira afro-americano a concorrer à nomeação democrata ou republicano à presidência. A representante Mink Patsy também anunciou que iria concorrer, e se tornou a primeira americana de descendência asiática a concorrer à indicação presidencial democrata.
O senador George McGovern de Dakota do Sul entrou na corrida presidencial como um candidato anti-guerra, progressivo, continuando de onde Eugene McCarthy havia parado em 1968. McGovern foi capaz de reunir o apoio do movimento anti-guerra e outras bases de apoio para ganhar a nomeação num sistema primário que tinha desempenhado um papel significativo na projeção.
O governador de Alabama George Wallace, com sua imagem anti-integracionista, se saiu bem no Sul (onde venceu em todos os condados na primária da Flórida) e no Norte entre os aliados e insatisfeitos eleitores. O que poderia ter se tornado uma campanha vigorosa, foi interrompida quando Wallace foi baleado enquanto fazia campanha, e deixou-o paralisado em uma tentativa de assassinato por Arthur Bremer. No dia seguinte à tentativa de assassinato, Wallace venceu as primárias de Michigan e Maryland, mas o tiro terminou eficazmente sua campanha.
Em 25 de abril de 1972, George McGovern venceu as primárias de Massachusetts, e o jornalista Bob Novak telefonou para políticos democratas de todo o país, que concordaram com sua avaliação de que os votos de operários para McGovern não atendia o que ele realmente representava. Em 27 de abril de 1972, Novak relatou em uma coluna que um senador democrata não identificado havia dito de McGovern: "As pessoas não sabem que McGovern é a anistia, aborto e a legalização da maconha. Isso tornou a campanha de McGovern difícil, uma vez que ele ficou com "a etiqueta colada e McGovern ficou conhecido como o candidato da 'anistia aborto, e ácido'."
Novak foi acusado de inventar a citação e para rebater as críticas, Novak levou o senador para almoçar depois da campanha, e perguntou se ele poderia identificá-lo como fonte, mas o senador disse que não permitiria que sua identidade seja revelada. "Oh, ele estava concorrendo para a reeleição. Os McGovernites iriam matá-lo se eles soubeseem que ele tinha dito isso", diz Novak.
Durante anos constantes houve especulações sobre a fonte de Novak. Novak se recusou a identificar sua fonte, até que, em 15 de julho de 2007, ele revelou no programa Meet the Press que o senador não identificado foi Thomas Eagleton (o primeiro running mate, ou seja, companheiro de chapa de McGovern, que mais tarde demitiu-se da corrida).
E por fim, o senador George McGovern conseguiu ganhar a indicação ao vencer as primárias, através do apoio popular, apesar da oposição estabelecida. McGovern levou uma comissão para reformular o sistema de indicação democrata após a luta divisionista de nomeações na convenção de 1968. O princípio fundamental da Comissão McGovern foi que as primárias democratas deveriam determinar o vencedor da nomeação democrata, e teria durado durante toda a disputa a cada indicação subsequente. No entanto, as novas regras irritaram muitos democratas proeminentes cuja influência foi marginalizada, e os políticos se recusaram a apoiar a campanha de McGovern (alguns até mesmo apoiaram Nixon), deixando a campanha de McGovern em desvantagem significativa no financiamento em comparação com Nixon.
| Resultado popular das primárias                                                                                 | Resultado popular das primárias      | Resultado popular das primárias |
| Candidato/Votos/%                                                                                               | Candidato/Votos/%                    | Mapa                            |
| --- | ------------------------------------ | ------------------------------- |
| Hubert Humphrey – 4.121.372 (25,77%)                                                                            | George McGovern – 4.053.451 (25,34%) |                                 |
| George Wallace – 3.755.424 (23,48%)                                                                             | Edmund Muskie – 1.840.217 (11,51%)   |                                 |
| Eugene McCarthy – 553.990 (3,46%)                                                                               | Henry M. Jackson – 505.198 (3,16%)   |                                 |
| Shirley Chisholm – 430.703 (2,69%)                                                                              | Terry Sanford – 331.415 (2,07%)      |                                 |
| John Lindsay – 196.406 (1,23%)                                                                                  | Samuel Yorty – 79.446 (0,50%)        |                                 |
| Wilbur Mills – 37.401 (0,23%)                                                                                   | Walter E. Fauntroy – 21.217 (0,13%)  |                                 |
| Eleitores do Colégio Eleitoral sem o compromisso de votar em determinado candidato (Unpledged) - 19.533 (0,12%) | Ted Kennedy – 16.693 (0,10%)         |                                 |
| Vance Hartke – 11.798 (0,07%)                                                                                   | Patsy Mink – 8.286 (0,05%)           |                                 |
| Nenhum – 6.269 (0,04%)                                                                                          |                                      |                                 |

### Notaveis endossos
Cada candidato a presidente recebeu o apoio de políticos do partido durante a nomeação. Os mais notáveis endossos de alguns dos candidatos foram:
| Edmund Muskie - Ex-Governador e Secretário do Comércio W. Averell Harriman of New York - Senador Harold Hughes de Iowa - Senador Birch Bayh de Indiana - Senador Adlai Stevenson III de Illinois - Senador Mike Gravel de Alaska - Ex-senador Stephen M. Young de Ohio - Governador Milton Shapp da Pensilvânia - Ex-governador Michael DiSalle de Ohio - Tesoureiro de estado de Ohio Gertrude W. Donahey - Astronauta John Glenn de Ohio Hubert Humphrey - Prefeito Jack Sensenbrenner de Columbus (Ohio) George McGovern - Senador Frank Church de Idaho - Senador John V. Tunney de California | George Wallace - Ex-governador Lester Maddox de Geórgia Shirley Chisholm - Representante Ron Dellums da Califórnia - Líder feminista e escritora Betty Friedan - Ativista dos direitos civis Jesse Jackson de Illinois - Líder feminista e jornalista Gloria Steinem Terry Sanford - Ex-presidente Lyndon B. Johnson do Texas Henry M. Jackson - Governador Jimmy Carter of Geórgia |

### Convenção Nacional Democrata de 1972
Os resultados da convenção foram os seguintes:
| - George McGovern – 1864.95 - Henry M. Jackson – 525 - George Wallace – 381.7 - Shirley Chisholm – 151.95 - Terry Sanford – 77.5 | - Hubert Humphrey – 66.7 - Wilbur Mills – 33.8 - Edmund Muskie – 24.3 - Ted Kennedy – 12.7 - Sam Yorty – 10 | - Wayne Hays – 5 - John Lindsay – 5 - Fred Harris – 2 - Eugene McCarthy – 2 - Walter Mondale – 2 | - Ramsey Clark – 1 - Walter Fauntroy – 1 - Vance Hartke – 1 - Harold Hughes – 1 - Patsy Mink – 1 |

#### Votação vice-presidencial
Muitos delegados estavam zangados com McGovern por uma razão ou outra, e a votação foi caótica, com pelo menos três outros candidatos tendo seus nomes colocados para a nomeação, e os votos foram espalhados em 70 candidatos (incluindo uma, Mao Zedong, que não era dos Estados Unidos e foi de fato um líder comunista na China). O vencedor foi o senador Thomas Eagleton, que aceitou a nomeação, apesar de não conhecer pessoalmente McGovern muito bem, e em particular em desacordo com muitas das políticas de McGovern.
A votação vice-presidencial demorou tanto tempo, que McGovern e Eagleton foram forçados a fazer seus discursos de aceitação em torno das duas da manhã pela hora local.
Após a convenção terminar, descobriu-se que Eagleton havia passado por terapias de eletrochoque psiquiátricas para depressão, e tinha escondido essa informação de McGovern. Uma pesquisa da revista Time descobriu que 77 por cento dos entrevistados disseram que o "prontuário médico de Eagleton não afetaria o seu voto." No entanto, a imprensa fez frequentes referências à sua "terapia de choque", e McGovern temia que isso prejudicasse sua plataforma de campanha. McGovern posteriormente consultou confidencialmente com psiquiatras proeminentes, incluindo médicos do próprio Eagleton, os quais aconselharam-lhe que a recorrência da depressão de Eagleton era possível, e poderia pôr em risco o país se Eagleton assumisse a presidência.
Depois de uma semana em que seis democratas proeminentes recusaram a nomeação à vice-presidência, Sargent Shriver, cunhado de John, Robert e Ted Kennedy, ex-embaixador na França e ex-diretor do Corpo da Paz, finalmente aceitou. Ele foi nomeado oficialmente por uma sessão especial do Comitê Nacional Democrata. Por esta altura, as classificações de McGovern nas pesquisas de opinião tinham diminuído de 41% para 24%.

## Primárias
Richard Nixon era um presidente populista no cargo desde 1972. As pesquisas mostraram que Nixon tinha uma liderança forte nas primárias republicanas. Ele foi desafiado por dois candidatos, o liberal Pete McCloskey da Califórnia e o conservador John Ashbrook de Ohio. McCloskey concorreu como um candidato anti-guerra, enquanto Ashbrook se opunha às políticas de distensão de Nixon à China e a União Soviética. Na primária de New Hampshire, McCloskey ganhou 11% dos votos, contra 83% de Nixon, com Ashbrook a receber 6%. Nixon recebeu os votos de 1.323 dos 1.324 delegados para a convenção republicana, com McCloskey a receber o voto de um delegado do Novo México.

#### Resultados das primárias
Os resultados das primárias pelo voto popular foram as seguintes:
- Richard Nixon – 5.378.704 (86,92%)
- Eleitores do Colégio Eleitoral sem o compromisso de votar em determinado candidato (Unpledged) – 317.048 (5,12%)
- John Ashbrook – 311.543 (5,03%)
- Pete McCloskey – 132.731 (2,15%)

## Campanha

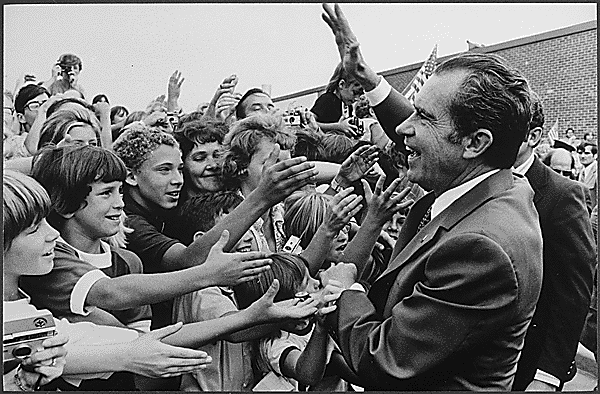
Richard Nixon durante sua campanha.

George McGovern concorreu em uma plataforma que visava acabar com a Guerra do Vietnã e instituindo a garantia de rendimentos mínimos aos pobres do país. Sua campanha foi muito mutilada por causa da controvérsia da terapia electro-choque envolvendo seu primeiro companheiro de chapa, e porque seus pontos de vista durante as primárias democratas tinha alienado muitos poderosos. Com a presença de McGovern enfraquecida por esses fatores, os republicanos com sucesso retrataram-o como um radical meio louco, e McGovern sofreu uma derrota esmagadora de 38% contra 61% de Nixon .

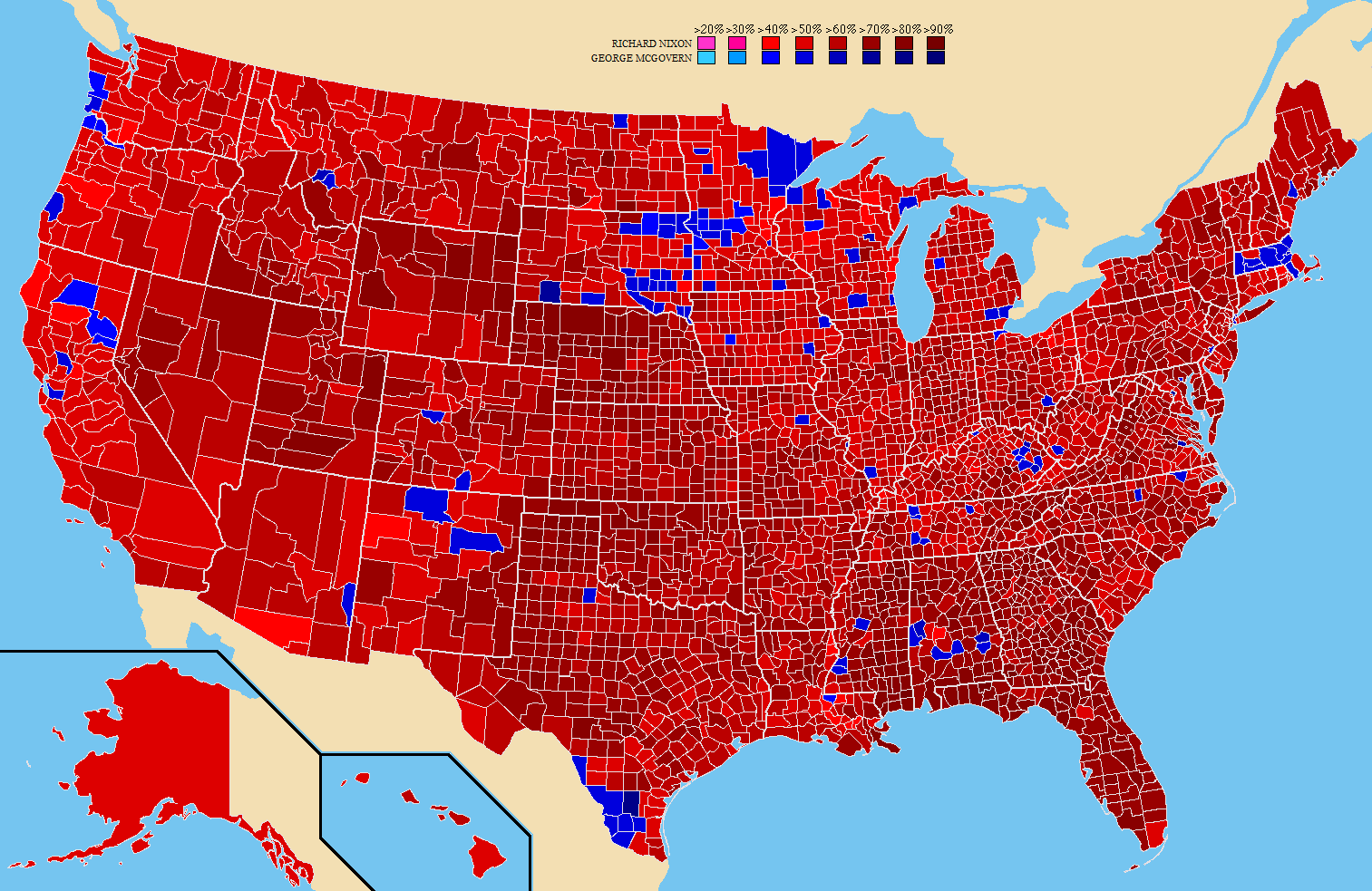
Resultados da eleição por condados:
Richard Nixon
George McGovern

Richard Nixon, que foi chamado de "o desagregagador em maior escola da história americana" pelo historiador Dean Kotlowski devido à sua conformidade com uma decisão da Suprema Corte determinando a desagregação racial em 1971, era a favor da dessegregação. Nixon fez uma campanha com uma agressiva política de vigiar os seus supostos inimigos, e seus assessores roubaram informações do Partido Democrata durante a campanha, que mais tarde veio à tona, no chamado Caso Watergate.
A eleição foi realizada em 07 de novembro. Essa eleição presidencial teve a participação mais baixa dos eleitores desde 1948, com apenas 55% da votação do eleitorado. Foi também a primeira eleição desde 1808 em que Nova York não teve o maior número de eleitores no Colégio Eleitoral.
O percentual de Nixon no voto popular foi apenas um pouco menor do que o recorde de Lyndon Johnson nas eleições de 1964, e sua margem de vitória foi um pouco maior. Nixon venceu em 49 estados, incluindo o estado natal de McGovern, que era Dakota do Sul. Apenas Massachusetts e o Distrito de Colúmbia votaram a favor do adversário, resultando em um registro ainda mais desigual no Colégio Eleitoral.
Foi a primeira vez na história americana em que um candidato republicano venceu em todos os estados do Sul.

## Resultados
| Resultado geral da eleição presidencial dos Estados Unidos de 1972 | Resultado geral da eleição presidencial dos Estados Unidos de 1972 | Resultado geral da eleição presidencial dos Estados Unidos de 1972 | Resultado geral da eleição presidencial dos Estados Unidos de 1972 | Resultado geral da eleição presidencial dos Estados Unidos de 1972 | Resultado geral da eleição presidencial dos Estados Unidos de 1972 | Resultado geral da eleição presidencial dos Estados Unidos de 1972 | Resultado geral da eleição presidencial dos Estados Unidos de 1972 | Resultado geral da eleição presidencial dos Estados Unidos de 1972 | Resultado geral da eleição presidencial dos Estados Unidos de 1972 |
| Candidato presidencial                                             | Partido                                                            | Estado de origem                                                   | Voto popular                                                       | Voto popular                                                       | Colégio Eleitoral                                                  | Colégio Eleitoral                                                  | Running mate                                                       | Running mate                                                       | Running mate                                                       |
| Candidato presidencial                                             | Partido                                                            | Estado de origem                                                   | Votos                                                              | %                                                                  | Votos                                                              | %                                                                  | Candidato vice-presidencial                                        | Estado de origem                                                   | Colégio Eleitoral                                                  |
| ------------------------------------------------------------------ | ------------------------------------------------------------------ | ------------------------------------------------------------------ | ------------------------------------------------------------------ | ------------------------------------------------------------------ | ------------------------------------------------------------------ | ------------------------------------------------------------------ | ------------------------------------------------------------------ | ------------------------------------------------------------------ | ------------------------------------------------------------------ |
| Richard Nixon                                                      | Partido Republicano (Republican Party)                             | Califórnia                                                         | 47.168.710                                                         | 60,67%                                                             | 520                                                                | 96,7%                                                              | Spiro Agnew                                                        | Maryland                                                           | 520                                                                |
| George McGovenrn                                                   | Partido Democrata (Democratic Party)                               | Dakota do Sul                                                      | 29.173.222                                                         | 37,52%                                                             | 17                                                                 | 3,2%                                                               | Sargent Shriver                                                    | Maryland                                                           | 17                                                                 |
| John G. Schmitz                                                    | Partido Americano Independente (American Independent Party)        | Wisconsin                                                          | 1.100.868                                                          | 1,42%                                                              | 0                                                                  | 0%                                                                 | Thomas Anderson                                                    | Tennessee                                                          | 0                                                                  |
| Linda Jenness                                                      | Partido Socialista dos Trabalhadores (Socialist Workers Party)     | Geórgia                                                            | 83.380(b)                                                          | 0,11%                                                              | 0                                                                  | 0%                                                                 | Andrew Pulley                                                      | Illinois                                                           | 0                                                                  |
| Benjamin Spock                                                     | Partido das Pessoas (People's Party)                               | Connecticut                                                        | 78,759                                                             | 0,10%                                                              | 0                                                                  | 0%                                                                 | Julius Hobson                                                      | Distrito de Colúmbia                                               | 0                                                                  |
| John G. Hospers                                                    | Partido Libertário (Libertain Party)                               | Iowa                                                               | 3.674                                                              | 0%                                                                 | 1(a)                                                               | 0,2%                                                               | Theodora Nathan                                                    | Nova Iorque                                                        | 1(a)                                                               |
| Outros                                                             | Outros                                                             | Outros                                                             | 135.414                                                            | 0,2%                                                               | 0                                                                  | 0%                                                                 | Outros                                                             | Outros                                                             | 0                                                                  |
| Total                                                              | Total                                                              | Total                                                              | 77.744.027                                                         | 100%                                                               | 538                                                                |                                                                    |                                                                    |                                                                    | 538                                                                |
| Votos minímos do Colégio Eleitoral de que se precisa para vencer   | Votos minímos do Colégio Eleitoral de que se precisa para vencer   | Votos minímos do Colégio Eleitoral de que se precisa para vencer   | Votos minímos do Colégio Eleitoral de que se precisa para vencer   | Votos minímos do Colégio Eleitoral de que se precisa para vencer   | 270                                                                |                                                                    |                                                                    |                                                                    | 270                                                                |

Fonte - Voto popular: Colégio Eleitoral:
(a) Um eleitor infiel de Virgínia, Roger MacBride, embora tenha se comprometido a votar em Richard Nixon e Spiro Agnew, ao contrário, votou nos candidatos libertários John Hospers e Theodora Nathan.
(b)No Arizona, os condados de Pima e Yavapai tinham uma avaria na votação que contou muitos votos tanto para o candidato de um partido maior e Jenness Linda do Partido Socialista dos Trabalhadores. Um tribunal ordenou que os votos fossem contados para ambos. Como conseqüência, Jenness recebeu 16% e 8% dos votos no Pima e Yavapai, respectivamente. Algumas fontes não contam esses votos para Jenness.